# فرانچسکو د مازی
فرانچسکو دِ مازی (ایتالیایی: Francesco De Masi؛ ‏ ۱۱ ژانویهٔ ۱۹۳۰ – ۶ نوامبر ۲۰۰۵) آهنگساز، موسیقی‌دان و رهبر ارکستر اهل ایتالیا بود..
از فیلم‌هایی که وی در آن‌ها نقش داشته است، می‌توان به نوبت توست که بمیری، آن روز نفرین‌شدهٔ تسویه‌حساب، به خانواده قربانیان اطلاع داده نخواهد شد، حکایت‌های ناپسند، رتلر کید، عملیات سیب‌زمینی، آن قطار زرهی لعنتی، عشق نازی کمپ ۳۷، تهاجم ۱۷۰۰، فرار از برانکس، یک داستان عاشقانه و گرگ تنها، مک‌کوئید اشاره نمود.